# Mareya congolensis
Mareya congolensis är en törelväxtart som först beskrevs av Jean Joseph Gustave Léonard, och fick sitt nu gällande namn av Jean Joseph Gustave Léonard. Mareya congolensis ingår i släktet Mareya och familjen törelväxter. Inga underarter finns listade i Catalogue of Life.